# Indochinesischer Tiger
Der Indochinesische Tiger (Panthera tigris corbetti), auch Hinterindischer Tiger oder Corbett-Tiger, ist eine Unterart des Tigers. Lange Zeit galt der Indochinesische Tiger als einzige Subspezies der Indochinesischen Halbinsel in Südostasien. Es wurde folglich angenommen, dass die Tigerbestände der Malaiischen Halbinsel ebenfalls Indochinesische Tiger sind. 2004 wurde jedoch nachgewiesen, dass der Malaysia-Tiger, beheimatet auf der malaiischen Halbinsel, eine eigene Unterart darstellt.

## Merkmale
Der indochinesische Tiger ist die dem Königstiger ähnlichste Subspezies. Dies bedingt sich durch die geographische Nähe und Angrenzung der ursprünglichen Habitate. So sind in Myanmar sowohl der Königstiger als auch der Indochinesische Tiger vertreten.

### Körperbau

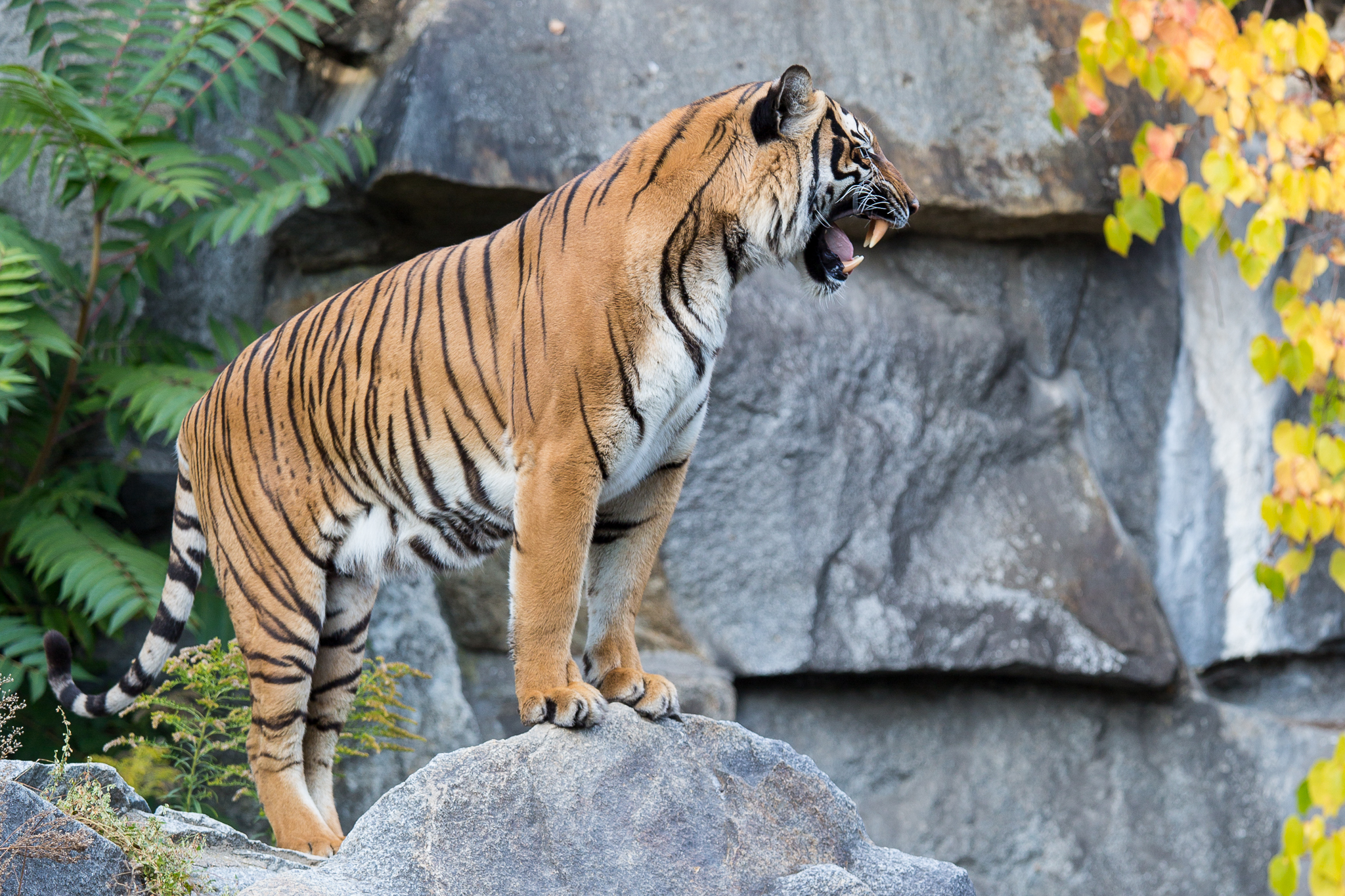
Ein Indochina-Tiger zeigt seine Zähne.

Männchen können 255–275 cm lang werden, Weibchen dagegen nur 230–255 cm. Das Gewicht des Männchens liegt zwischen 170 und 190 kg, das des Weibchens zwischen 110 und 120 kg. Der Schädel des Indochinesischen Tigers ist weitestgehend geformt wie der des Königstigers, während es bei anderen Unterarten deutlichere anatomische Unterschiede gibt.

### Fell
Die Grundfärbung des Fells ist rötlich bis ockerbraun. Die weiß gefärbten Bereiche in den unteren Körperabschnitten und um die Augen entsprechen denen des Königstigers. Die Streifen sind im Allgemeinen rein schwarz. Sie sind zahlreich, ziemlich kurz und schmal.

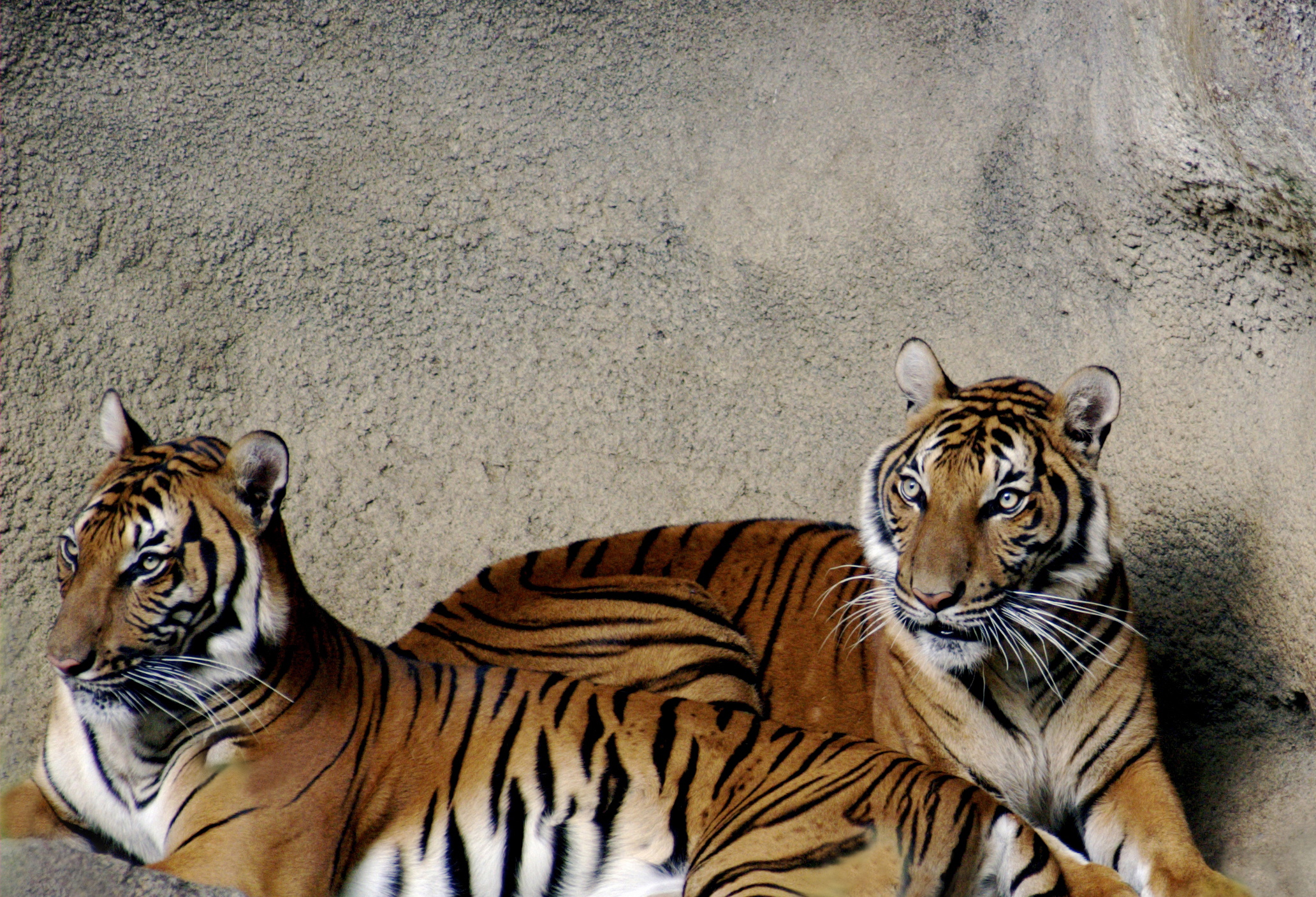
Junge Indochinesische Tiger im Zoo von Cincinnati

## Vorkommen
Das Zentrum des Verbreitungsgebietes des Indochinesischen Tigers ist Thailand. Weitere Länder, in denen der Indochinesische Tiger zu finden ist, sind Kambodscha, Laos, der westliche Teil Myanmars und Vietnam. Im Süden Chinas dürfte die Unterart in den letzten Jahren ausgestorben sein. Nach einem Bericht der Nachrichtenagentur Reuters wurde möglicherweise das letzte Exemplar des Indochinesischen Tigers auf chinesischem Staatsgebiet 2009 getötet. Die Populationen des Indochinesischen Tigers verteilen sich, wie in der Tabelle dargestellt, auf die fünf Länder, die noch Vorkommen dieser Unterart aufweisen:
| Land           | Minimale Anzahl | Maximale Anzahl |
| -------------- | --------------- | --------------- |
| Laos           | 20              | 20              |
| Myanmar (West) | 50              | 85              |
| Kambodscha     | 20              | 20              |
| Thailand       | 200             | 250             |
| Vietnam        | 20              | 20              |

Daraus resultiert eine geschätzte Populationsstärke von weniger als 400 freilebenden Indochinesischen Tigern. Die noch 2010 angenommenen Zahlen des WWF und IUCN von ca. 1000 Exemplaren ist somit drastisch gesunken. Die ehemals hohe Zahl für Thailand von bis zu 750 Tigern war zu hoch  eingestuft, da sie aus den Populationsdichten des Huai-Kha-Khaeng-Nationalparks hochgerechnet war.  Der WWF ging 2009 von nur insgesamt etwa 350 wilden Indochinesischen Tigern aus. Auf der Roten Liste gefährdeter Tierarten (2010) des IUCN wird die Unterart unter dem Status EN (endangered – stark gefährdet) geführt.

## Etymologie
Die zoologische Bezeichnung dieser Subspezies (Panthera tigris corbetti) ist dem britischen Jäger und späteren Tierschützer Jim Corbett gewidmet. Corbett, Colonel der British Indian Army, machte sich zu Anfang des 20. Jahrhunderts einen Namen als Jäger von Tigern und Leoparden, die zu einer Bedrohung für die Einheimischen geworden waren. Später bemühte sich Corbett sehr um den Artenschutz der Großkatzen auf dem indischen Subkontinent, u. a. durch die Mitwirkung und Forderung nach Schutzgebieten für die Tiere.